# James Monroe
James Monroe, född 28 april 1758 i Westmoreland County, Virginia, död 4 juli 1831 i New York, New York, var en amerikansk politiker samt USA:s femte president 1817–1825. Han var den första amerikanska president som varken tillhörde de som undertecknat USA:s självständighetsförklaring eller de som hade undertecknat USA:s konstitution.

## Biografi
James Monroe fastslog den i praktiken sedan länge gällande Monroedoktrinen. Den fastställde att USA har rätt att militärt ingripa mot varje utomståendes försök att skaffa sig inflytande över Nord-, Latin- och Sydamerika. I Monroes administration var John Quincy Adams utrikesminister som också skulle komma att bli Monroes efterträdare. Monroe blev den fjärde av fem presidenter att komma från Virginia.
Monroe deltog i amerikanska frihetskriget och tog efter dess slut del i politiken som antifederalist. 1790–94 var han unionssenator, blev 1794 sändebud i Paris men hemkallades på grund av sina alltför starka franska sympatier och sina nära förbindelser med revolutionsregeringen i Paris. 1799–1802 var han guvernör i Virginia, 1803–07 sändebud i London, samt 1811–17 utrikesminister under James Madison, samt 1814–15 även krigsminister. 1817–25 var han USA:s president.
Monroe tillhörde det Demokratisk-republikanska partiet och var en av dess specialister på utrikespolitikens område, och användes ofta av Thomas Jefferson i olika specialuppdrag. Någon betydande statsman var han inte, men han hade god blick för utrikespolitiska realiteter. Under hans presidenttid utkämpades Missouristriden och erkändes de sydamerikanska staternas självständighet. Hans namn är särskilt förknippat med Monroedoktrinen. Han är den ende amerikanska president som har en huvudstad i ett land utanför USA uppkallad efter sig, nämligen Liberias huvudstad Monrovia.